# Bunamarygmus thailandicus
Bunamarygmus thailandicus is een keversoort uit de familie zwartlijven (Tenebrionidae). De wetenschappelijke naam van de soort is voor het eerst geldig gepubliceerd in 1988 door Kimio Masumoto.